# Sede titolare di Nisibi dei Maroniti
Nisibi dei Maroniti (in latino: Nisibena Maronitarum) è una sede titolare arcivescovile della Chiesa cattolica.
Dall'8 marzo 2024 l'arcivescovo titolare è Michel Jalakh, O.A.M, segretario del Dicastero per le Chiese orientali.

## Cronotassi degli arcivescovi titolari
- Pietro Sfair † (11 marzo 1960 - 18 maggio 1974 deceduto)
- Michel Jalakh, O.A.M, dall'8 marzo 2024